# اچ‌ام‌سی‌اس گتینو (دی‌دی‌ئی ۲۳۶)
اچ‌ام‌سی‌اس گتینو (دی‌دی‌ئی ۲۳۶) (به انگلیسی: HMCS Gatineau (DDE 236)) یک کشتی است که طول آن ۳۶۶ فوت (۱۱۱٫۶ متر) می‌باشد. این کشتی در سال ۱۹۵۷ ساخته شد.